# Gymnopternus ruficornis
Gymnopternus ruficornis är en tvåvingeart som beskrevs av Samuel Wendell Williston  1896. Gymnopternus ruficornis ingår i släktet Gymnopternus och familjen styltflugor. Inga underarter finns listade i Catalogue of Life.